# 579 Sidonia
579 Sidonia eller 1905 SD är en asteroid i huvudbältet, som upptäcktes 3 november 1905 av den tyska astronomen August Kopff i Heidelberg. Den har fått sitt namn efter karaktären Sidonie i operan Armida av Christoph Willibald Gluck.
Asteroiden har en diameter på ungefär 85 kilometer och tillhör asteroidgruppen Eos.